# Daratchama
Daratchama (auch: Darachama) ist ein Dorf in der Landgemeinde Ichirnawa in Niger.

## Geographie
Das von einem traditionellen Ortsvorsteher (chef traditionnel) geleitete Dorf befindet sich rund 16 Kilometer nordöstlich des Hauptorts Ichirnawa der gleichnamigen Landgemeinde, die zum Departement Kantché in der Region Zinder gehört. Zu den Siedlungen in der näheren Umgebung von Daratchama zählen Takeita im Nordwesten, Baboul Haoussa im Norden und Magaria Tounkour im Südosten.
Es herrscht das Klima der Sahelzone vor, mit einer durchschnittlichen jährlichen Niederschlagsmenge zwischen 300 und 400 mm.

## Bevölkerung
Bei der Volkszählung 2012 hatte Daratchama 2098 Einwohner, die in 331 Haushalten lebten. Bei der Volkszählung 2001 betrug die Einwohnerzahl 894 in 139 Haushalten und bei der Volkszählung 1988 belief sich die Einwohnerzahl auf 807 in 143 Haushalten.

## Wirtschaft und Infrastruktur
Eine Getreidebank wurde in den 1980er Jahren etabliert. Mit einem Centre de Santé Intégré (CSI) ist ein Gesundheitszentrum im Dorf vorhanden. Es gibt eine Schule.
Eine Untersuchung von über 3000 Dörfern in Niger in den Jahren 2014 bis 2018 ergab, dass im Gebiet mit einem Radius von einem Kilometer um Daratchama 80 Hektar rein landwirtschaftlich genutzte Flächen vorhanden waren, während die Oberfläche bei 300 Hektar Land aus Ortstein bestand, was durch Übernutzung und Entfernung der Oberflächenvegetation verursacht worden war.